# Tragedia della torre dei piloti di Genova
La tragedia della torre dei piloti di Genova è avvenuta alle 23:05 del 7 maggio 2013 ed è stata dovuta all'impatto tra la motonave portacontainer Jolly Nero e la torre dei piloti del porto di Genova.

## Dinamica dell'incidente
La nave era intenta a effettuare la manovra di uscita dal porto di Genova con destinazione Napoli e altri porti del Mediterraneo quando collise violentemente con la Torre dei piloti di Genova, causandone il crollo immediato. La torre era in quel momento occupata da circa 10 persone.
I soccorsi furono tempestivi e videro l'intervento dei Vigili del fuoco, personale del 118, Guardia di finanza e Guardia Costiera; le ricerche dei superstiti diedero esiti sin da subito drammatici e furono ritrovate solo 4 persone ancora in vita. Le ricerche proseguirono nei giorni successivi fino al ritrovamento delle nove salme. Vennero immediatamente indagati il comandante della nave, Roberto Paoloni, e il pilota Antonio Anfossi. Nel giugno 2013 furono iscritti nel registro degli indagati anche Andrea Gais, presidente del gruppo Messina (in quanto legale rappresentante della società), il primo ufficiale Lorenzo Repetto, il direttore di macchina Franco Giammoro e il terzo ufficiale Cristina Vaccaro, che al momento dell'incidente erano sulla nave da carico insieme a Paoloni. A seguito di varie denunce della famiglia di una delle vittime, la procura aprì altri due filoni di inchiesta a carico dei progettisti e collaudatori della torre e nei confronti di capitaneria di porto e autorità portuale.

## Processo
Successivamente iniziò il processo a Genova e nell'udienza del 16 gennaio 2017 il pubblico ministero chiese la condanna a 20 anni e 7 mesi di reclusione per il comandante Paoloni, con le accuse di omicidio colposo plurimo, crollo di costruzioni, attentato alla sicurezza dei trasporti e falso, e 17 anni per Giampaolo Olmetti, delegato all'armamento della società, con gli stessi capi di imputazione salvo il falso. 
Una perizia del 18 luglio 2013 provò che la nave, con alcuni strumenti guasti, stava procedendo a velocità eccessiva nel porto.
Il 17 maggio 2017 il tribunale monocratico di Genova condannò a 10 anni il comandante Paoloni, otto anni e sette mesi per Repetto, sette per il direttore di macchina Giammoro; il pilota Anfossi, concesse le attenuanti generiche, venne condannato a quattro anni e due mesi. Olmetti, responsabile armamento per la compagnia Messina, vide cadere le accuse e venne condannato al pagamento di 1.050.000,00 € come sanzione amministrativa.
Il 5 aprile 2018 si aprì l'udienza preliminare, sempre presso il tribunale di Genova, sul secondo filone processuale nato dalle denunce di Adele Chiello Tusa riguardo alla costruzione e collocazione della torre piloti a cavallo della banchina e senza protezioni. Le persone indagate per le quali venne chiesto il rinvio a giudizio furono il commissario e i dirigenti tecnici del Consorzio autonomo del porto di Genova Fabio Capocaccia, Angelo Spaggiari, Paolo Grimaldi, Edoardo Praino, che avevano redatto il progetto precontrattuale per la costruzione; il presidente e i membri della sezione del Consiglio superiore dei lavori pubblici, che espressero parere favorevole al progetto, Ugo Tomasicchio, Mario Como, Giuseppe Parise, il progettista Bruno Ballerini, il collaudatore Giorgio Mozzo, oltre ai datori di lavoro delle nove vittime e i responsabili della sicurezza, l’ammiraglio Felicio Angrisano e l’ufficiale Paolo Tallone della Capitaneria di Porto; Giovanni Lettich e Sergio Morini della corporazione Piloti e Gregorio Gavarone e Roberto Matzedda della società Rimorchiatori riuniti. Da questo filone d'inchiesta derivarono 7 condanne in primo grado, spiccate il 15 settembre 2020.

## Vittime
- Sergio Basso, operatore radio dei rimorchiatori, 50 anni, di Vernazza (SP)[9]
- Maurizio Potenza, operatore radio dei piloti, 50 anni, di Genova[9]
- Michele Robazza, pilota, 44 anni, di Pistoia[10][9]
- Francesco Cetrola, maresciallo, 38 anni, di Santa Marina (SA)[9]
- Marco de Candussio, capo di prima classe, 39 anni di Fornaci di Barga (LU)[11][12][9]
- Davide Morella, sottocapo di prima classe, 33 anni di Biella[13][9]
- Giuseppe Tusa, sottocapo di seconda classe, 30 anni, di Milazzo (ME)[9]
- Daniele Fratantonio, sottocapo di terza classe, 30 anni, di Rapallo (GE)[9]
- Giovanni Iacoviello, sergente, 35 anni, di Carrara[9]